# Duruitoarea Nouă
Duruitoarea Nouă è un comune della Moldavia situato nel distretto di Rîșcani di 1.128 abitanti al censimento del 2004

## Località
Il comune è formato dall'insieme delle seguenti località (popolazione 2004):
- Duruitoarea Nouă (912 abitanti)
- Dumeni (216 abitanti)